# Mgławica Sowa
Mgławica Sowa (również Messier 97, M97 lub NGC 3587) – mgławica planetarna znajdująca się w gwiazdozbiorze Wielkiej Niedźwiedzicy. Odkrył ją Pierre Méchain 16 lutego 1781 roku.
M97 jest jedną z bardziej złożonych mgławic planetarnych. Ma masę około 0,15 masy Słońca, masa jej gwiazdy centralnej to ok. 0,7 masy Słońca. Jasność tej gwiazdy wynosi 16m. Jasność wizualna mgławicy to 9,9m, a jej fotograficzna jasność wynosi 12m. System powstał około 6000 lat temu.

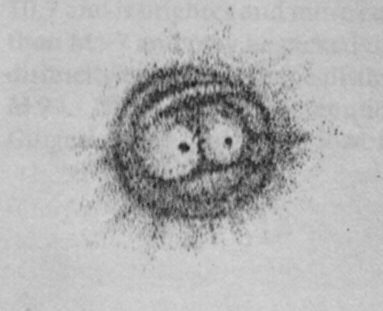
Rysunek Lorda Rosse’a, który nadał nazwę mgławicy w 1848 roku, na podstawie obserwacji z użyciem sześciostopowego teleskopu własnej konstrukcji

Do jej zaobserwowania wystarcza teleskop o średnicy 10–12 cm, dobre warunki obserwacyjne (brak Księżyca i świateł miejskich) oraz nie za duże powiększenie. Teleskop o średnicy większej niż 15 cm pozwoli zauważyć w mgławicy dwie ciemne plamki wyglądające jak oczy sowy. To właśnie im mgławica zawdzięcza swoją nazwę.